# Ultima vacanță (film din 1950)
Ultima vacanță (titlul original: în engleză Last Holiday) este un film de comedie romantică englez, realizat în 1950 de regizorul Henry Cass, protagoniști fiind actorii Alec Guinness, Beatrice Campbell, Brian Worth și Kay Walsh.

## Rezumat
George Bird, un vânzător celibatar, fără familie sau prieteni, își vizitează medicul pentru un control de rutină și află că are boala Lampington, adică mai are doar câteva săptămâni de trăit. La sfatul medicului, decide să profite de puținul care îl mai are de trăit și pleacă să-și trăiască ultimele zile într-un hotel în care locuiește o clientelă de elită. Acolo, atitudinea lui dezinvoltă stârnește interesul locatarilor, care caută să rezolve această enigmă, speculând asupra identității sale, chiar și asupra apartenenței sale la aristocrație. Doar una dintre femeile de curățenie ghicește adevărul și Bird îi mărturisește secretul său. El își face prieteni, câștigă influență, se îndrăgostește, îndreaptă greșelile și i se oferă chiar oferte profitabile. Dar toate succesele lui nu fac decât să-i amintească de ironia situației sale.
În timpul unei greve a personalului hotelier, îl întâlnește pe Sir Trevor Lampington, cel care a descoperit această boală, care îi jură că nu o poate avea. Bird se întoarce apoi acasă, unde se confirmă că a fost diagnosticat greșit. Liniștit, el este gata să înceapă o nouă viață cu noua lui iubire, dar, când se întoarce la hotel, este ucis într-un accident de mașină.

## Distribuție
- Alec Guinness – George Bird
- Beatrice Campbell – Sheila Rockingham
- Brian Worth – Derek Rockingham
- Kay Walsh – dna. Poole
- Wilfrid Hyde-White – Chalfont
- Sid James – Joe Clarence
- Jean Colin – Daisy Clarence
- Helen Cherry – dra. Mellows
- Muriel George – Lady Oswington
- Esma Cannon – dra. Fox
- Moultrie Kelsall – Sir Robert Kyle
- Bernard Lee – inspectorul Wilton
- Coco Aslan – Gambini
- Heather Wilde – Maggie, fata
- Ernest Thesiger – Sir Trevor Lampington
- Eric Maturin – Wrexham
- Campbell Cotts – ministrul de cabinet Bellinghurst
- Brian Oulton – Prescott (asistentul lui Bellinghurst)
- Mme. Kirkwood-Hackett – dra. Hatfield
- Lockwood West – Dinsdale
- Ronald Simpson – dr. Pevensey
- David McCallum – lăutarul
- Meier Tzelniker – Baltin
- Arthur Howard – Burden
- Jack Arrow – șoferul de camion (nemenționat)